# Lecithochirium microstomum
Lecithochirium microstomum är en plattmaskart. Lecithochirium microstomum ingår i släktet Lecithochirium och familjen Hemiuridae. Inga underarter finns listade i Catalogue of Life.